# مصطفی سلامی
مصطفی سلامی سرتیپ ارتش جمهوری اسلامی ایران است، که هم‌اکنون به‌عنوان مشاور عالی رئیس ستاد کل نیروهای مسلح در قرارگاه مرکزی خاتم‌الانبیا فعالیت می‌کند.
وی در خلال جنگ ایران و عراق از اعضای نیروی زمینی ارتش بود. سلامی از اواسط دهه ۱۳۸۰ تا سال ۱۳۸۹ به‌عنوان جانشین معاون اطلاعات و عملیات ارتش جمهوری اسلامی ایران فعالیت می‌کرد، از ۱۳۸۹ تا ۱۳۹۱ جانشین معاون اطلاعات و عملیات ستاد کل نیروهای مسلح بود و از ۱۳۹۱ تا ۱۳۹۴ معاونت عملیات ستاد کل نیروهای مسلح را برعهده داشت. او برادر بزرگتر سرلشکر پاسدار حسین سلامی؛ هفتمین فرمانده کل سپاه پاسداران است.